# Saint-Cyr-le-Gravelais
Saint-Cyr-le-Gravelais är en kommun i departementet Mayenne i regionen Pays de la Loire i nordvästra Frankrike. Kommunen ligger i kantonen Loiron som tillhör arrondissementet Laval. År 2022 hade Saint-Cyr-le-Gravelais 559 invånare.

## Befolkningsutveckling
Antalet invånare i kommunen Saint-Cyr-le-Gravelais
| Referens: INSEE |